# 宝塚北サービスエリア

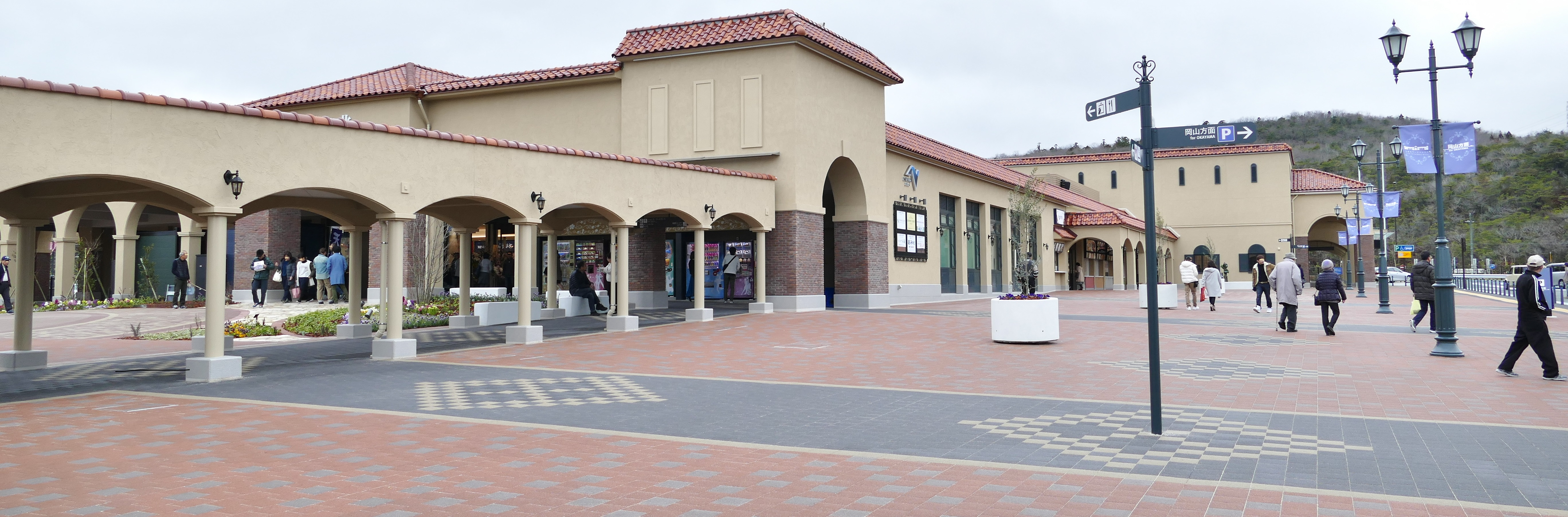
下り側、奥にドッグランやスマートICがある

宝塚北サービスエリア（たからづかきたサービスエリア）は、兵庫県宝塚市玉瀬にある新名神高速道路のサービスエリアである。スマートインターチェンジを併設する。
構造は上下線集約型である。

## 概要
基本計画公示時には計画されていなかったサービスエリアだったが、以前より兵庫県と宝塚市が中国自動車道西宮名塩サービスエリアの混雑緩和のため、新たなサービスエリアの設置を西日本高速道路（NEXCO西日本）に要望しており、2009年（平成21年）8月10日にNEXCO西日本と日本高速道路保有・債務返済機構が結ぶ協定を変更、同年8月28日に事業許可が変更され、整備されることが決定した。
また、宝塚市長が市の本会議で当SAに併設される形でスマートインターチェンジを整備する方針であると表明した。かつては環境への影響などを配慮し判断を留保していたが、市民からの要望を受け、設置の方向となり2012年（平成24年）4月20日、宝塚北スマートインターチェンジの仮称で正式に設置が決定した。宝塚市と西日本高速道路は約9億5000万円かけて周辺道路などを整備し、宝塚市は整備費のうち約2億2000万円を負担した。

## 道路
- E1A 新名神高速道路

## 歴史
- 2009年（平成21年）8月28日 : 宝塚SAの設置が決定。
- 2010年（平成22年）3月1日 : スマートインターチェンジの併設方針が固まる。
- 2012年（平成24年）4月20日 : 連結許可[4]。
- 2017年（平成29年）9月1日 : 当SAの名称が「宝塚SA（仮称）」から「宝塚北SA」に、当SAに併設予定のSICの名称が「宝塚北スマートIC」にそれぞれ正式決定[6]。
- 2018年（平成30年）3月18日 : 川西IC - 神戸JCT間開通に伴い、供用開始[7]。

## 施設

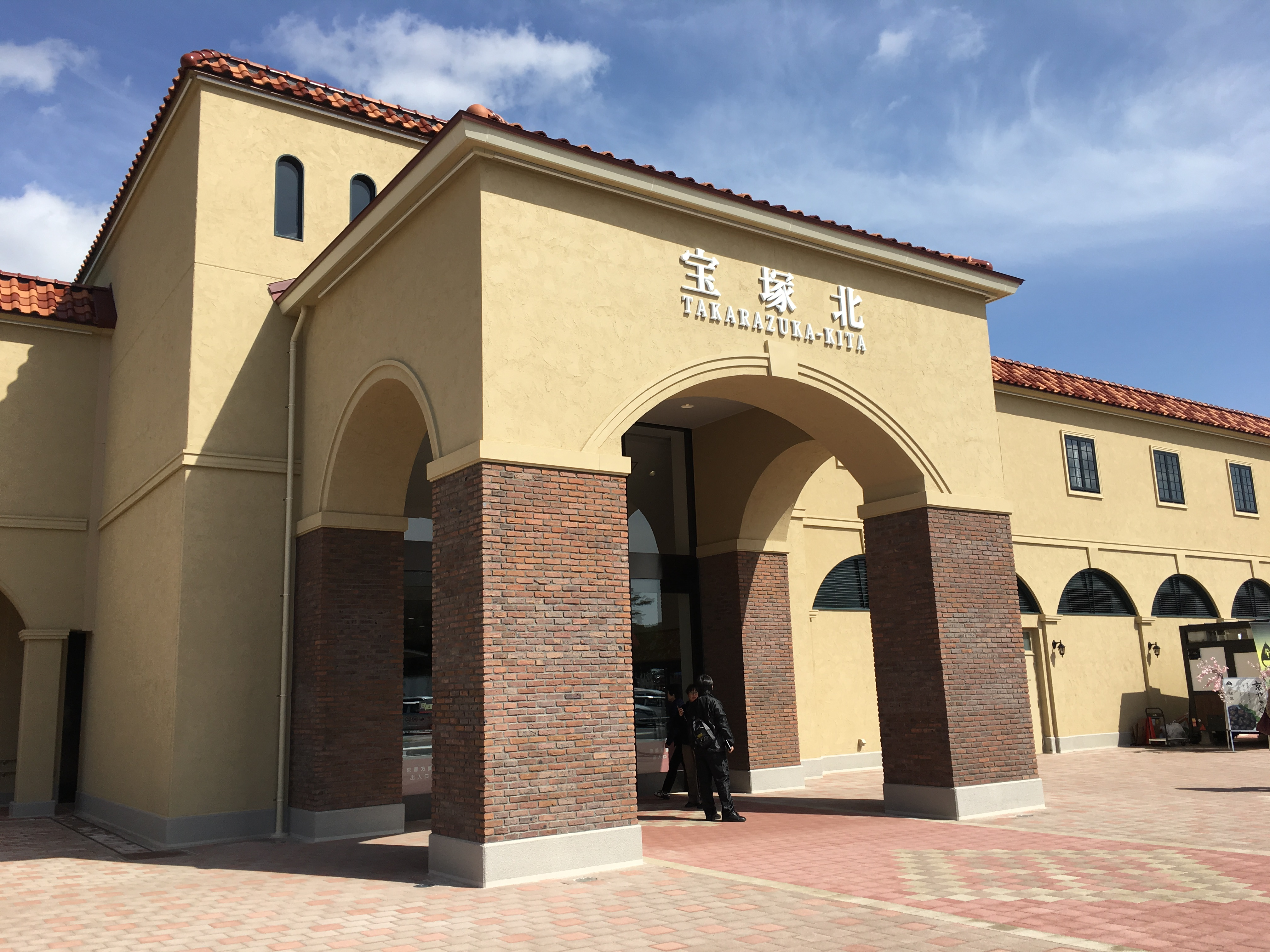
南欧風イメージの建物

「宝塚モダン」をコンセプトに、宝塚市の「花のみち」周辺をイメージした南欧風イメージの建物が高速道路に垂直方向に伸び、その中にフードコート、ショップ、ベビールーム、トイレが整備されている。施設群は上下線集約型で、建物を挟んで西と東に上り線と下り線の駐車場が広がる。店舗面積や駐車場台数は西日本最大規模。

### 上下線集約
- トイレ[9]
  - メイン
    - 男（小 18、大 20（洋式 18、和式 2）、男性用洗顔洗髪コーナー 2）
    - 女（56（洋式 52、和式 4）、パウダーコーナー 12（うち椅子あり 4））
    - 多機能 2、ファミリートイレ 2、ベビーコーナー 1

  - サブ
    - 男（小 10、大 10（洋式 9、和式 1））
    - 女（30（洋式 28、和式 2））
    - 多機能 2、ファミリートイレ 1
- フードコート[9]
  - らーめん専門 和海（11:00 - 23:00）[10]
  - 道のみなと（10:00 - 22:00）
  - めん処つる庵（24時間）
  - 西谷食堂花ぐるま（24時間）
  - タカラヅカキッチン（10:00 - 22:00）
- カフェ[9]
  - タリーズコーヒー「峠のガーデンカフェ」（8:00 - 22:00）
- ベーカリー[9]
  - ナチュラルベーカリー「森のパン」（7:00 - 21:00）
- テイクアウト[9]
  - 森のパンお宝サンド（9:00 - 18:00）
  - LINE DANCE（9:00 - 18:00）
  - 逆瀬川商店（9:00 - 18:00）
  - TAKORAZUKA（9:00 - 18:00）
  - きんぎんDOー（9:00 - 18:00）
  - Yogorino（ヨゴリーノ）（9:00 - 21:00）
- ショッピング（各店舗ともに24時間）[9]
  - 東西おみやげマルシェ
  - 「宝塚歌劇」コーナー
  - 「手塚治虫キャラクターグッズ」コーナー
- スイーツ（物販）（各店舗ともに24時間）[9]
  - アンリ・シャルパンティエ
  - 神戸フランツ
  - パブロ
  - モンロワール
  - 福壽堂秀信
  - ユーハイム
  - ゴンチャロフ
  - スイーツコーディネーター松本由紀子スイーツセレクション
- インフォメーション（平日 8:00 - 18:00、休日 7:00 - 19:00）[9]
- ベビールーム（24時間）[9]
- ウェルカムゲート（駐車場 15台）[9]
- ドッグラン[9]

### 上り線（名古屋方面）
- 駐車場[9]
  - 小型 103台
  - 大型 77台
  - 兼用 18台
  - トレーラー 3台
  - バス 15台（専用 13台、優先 2台）
  - 身障者（小型 6台、大型 1台）
  - 二輪車 4台
- ガスステーション（24時間）[9]
  - ENEOS（西日本フリート）
- EV急速充電スタンド[9]

### 下り線（神戸方面）
- 駐車場[9]
  - 小型 106台
  - 大型 80台
  - 兼用 22台
  - トレーラー 4台
  - バス 18台（専用 15台、優先 3台）
  - 身障者（小型 6台、大型 1台）
  - 二輪車 6台
- ガスステーション（24時間）[9]
  - ENEOS（西日本フリート）
- EV急速充電スタンド[9]

## 宝塚北スマートインターチェンジ
宝塚北スマートインターチェンジ（たからづかきたスマートインターチェンジ）は、宝塚北サービスエリアに併設のスマートICである。
利用可能車種はETC搭載の全車種（長さ12m以下の車両）で24時間運用。上下線ともに出入可となっている。
構造上、下り線はスマートICからの流入時、上り線はスマートICへ流出時はサービスエリアの施設が利用できないが、ウェルカムゲート用の駐車場を利用することでサービスエリアの施設が利用可能である。

### 接続する道路
直接接続
- 市道宝塚北インター線

間接接続
- 兵庫県道33号塩瀬宝塚線

## 隣
E1A 新名神高速道路
(12)茨木千提寺IC/PA - (13)箕面とどろみIC - (14)川西IC - (14-1)宝塚北SA/SIC - (5-1)神戸JCT